# Нешатаева, Татьяна Николаевна
Татья́на Никола́евна Нешата́ева (род. 18 января 1952; Оханск, Молотовская область) — российский правовед, доктор юридических наук, профессор, судья Суда Евразийского экономического союза.

## Биография
Окончила юридический факультет Пермского государственного университета (1976), аспирантуру юридического факультета Московского государственного университета (1985), докторантуру Московского юридического института (1993). Кандидат юридических наук (1985; тема диссертации: «Международно-правовые санкции специализированных учреждений ООН»). Доктор юридических наук (1994; тема диссертации: «Влияние международных организаций на развитие международного публичного и международного частного права»).
В 1976—1978 — следователь прокуратуры Пермской области, в 1978—1980 — старший консультант отдела юстиции Пермского облисполкома. В 1980—1982 — ассистент кафедры государственного права и советского строительства, в 1985—1990 — доцент, в 1993—2000 — профессор кафедры конституционного и международного права Пермского государственного университета. Одновременно была директором юридической фирмы «Приват-Право», участвовала в работе над проектом Положения о создании свободной экономической зоны — технополиса в городе Перми.
С 24 октября 1995 — судья Высшего арбитражного суда Российской Федерации (Постановление Совета Федерации Федерального Собрания РФ от 24 октября 1995 года № 628-1 СФ «О назначении на должность судей Высшего Арбитражного Суда Российской Федерации»), судья-куратор Управления международного права и сотрудничества Высшего арбитражного суда. Участвовала в судебных делах с участием иностранных лиц. С 2000, одновременно, заведующий кафедрой международного права Российского государственного университета правосудия. Профессор кафедры правовых основ управления факультета государственного управления Московского государственного университета им. М. В. Ломоносова. Профессор Российской академии государственной службы и Юридического колледжа МГУ.
1 февраля 2012 года ушла в отставку с должности судьи ВАС РФ и в том же году назначена судьёй Суда Евразийского экономического союза, кем работает до настоящего времени, в том числе, в период с 2013 по 2014 гг. являлась заместителем Председателя данного суда.
Эксперт Совета Европы и Гаагской конференции международного частного права. Лауреат премии Российской академии наук за исследования в области международного публичного и частного права (1993). Лауреат высшей юридической премии «Фемида» (2011).

## Научные интересы
Сфера научных интересов — проблемы международного публичного и международного частного права, европейского экономического права и международного правосудия. Исследовала вопросы:

- соотношения международного публичного, международного частного и национального права;
- роли международных организаций в развитии международного публичного и частного права;
- значения «мягкого права» в современном международно-правовом регулировании;
- необходимости участия России в наднациональных международных организациях и международных судах наднационального типа;
- взаимосвязи процедур национального правосудия и международного наднационального правосудия при разрешении международных коммерческих споров;
- взаимосвязи национальных процедур при разрешении международных коммерческих споров;
- прямого участия национальных судов во взаимосвязанных процедурах оказания правовой помощи, понимания и роли прецедента в современном международном и внутреннем праве.[www.az-libr.ru/Persons/D5S/b7e44f81/index.shtml]
- судья Экономического суда ЕврАзЭс 

## Труды
- Санкции системы ООН (международно-правовой аспект). Иркутск, 1992;
- Иностранные предприниматели в России. М., 1998;
- Международные организации и право. Новые тенденции в международно-правовом регулировании. М., 1998;
- Международный гражданский процесс. М., 2001;
- Гражданин и предприниматель в российском и зарубежном суде: правовая помощь. Научно-практический комментарий. М., 2002;
- Международное частное право и международный гражданский процесс. Учебный курс в трёх частях. М., 2004.

## Награды
- Медаль «За вклад в развитие Евразийского экономического союза» (29 мая 2019 года, Высший совет Евразийского экономического союза)[4]

## Лекции
- «Международное право: эволюция прецедента под воздействием прав человека» в Разделе лекций Аудиовизуальной библиотеки международного права ООН